# Japán világörökségi helyszínei
Japán területéről eddig huszonhat helyszín került fel a világörökségi listára, négy helyszín a javaslati listán várakozik a felvételre.
| | A Hórjúdzsi körzet buddhista műemlékei |
| 1993 |                                        |
| Kulturális (I)(II)(IV)(VI) |                                        |
| Védett terület: 15,3 ha, puffer zóna: 571 ha, hivatkozás: 660 |                                        |
| A Nara császári város közelében fekvő Hórjúdzsi-körzetben található épületek az ország legkorábbi buddhista emlékei. A világörökségi helyszínhez összesen negyvennyolc épület tartozik, ezek közül tizenegy több mint 1100 éves. Az építkezést a 7. század elején kezdték meg, nem sokkal azután, hogy a a buddhizmus Koreán keresztül eljutott az országba. Ez az első templomegyüttes egy 670-es tűzvészben szinte teljesen leégett, majd még a 710-ben kezdődött Nara-kor előtt elkezdték újjáépíteni. Itt találhatók a világ legrégibb fennmaradt faépületei, a főcsarnok, az ötemeletes pagoda, a középső kapu, a hozzá tartozó galéria művészettörténeti szempontból is rendkívül jelentősek mivel ötvözik a kínai buddhista és a japán építészeti elemeket. Az épületegyüttest a 8. század elején kibővítették. Itt találhatók Japán legrégebbi buddhista szobrai is, a hat megmaradt alkotás még az első tűzvész előttről származik. A buddhizmus később is jelentős hatást gyakorolt Japán építészetére. |                                        |

| | Himedzsi várkastély |
| 1993 |                     |
| Kulturális (I)(IV) |                     |
| Védett terület: 107 ha, puffer zóna: 143 ha, hivatkozás: 661 |                     |
| A Kobe várostól ötven kilométerre fekvő Himendzsi település meghatározó épületegyüttese a Togukava Sógunátus idejéből fennmaradt 83 épületből álló kastély, a japán várépítészet legszebb darabja. A 22 hektáros várkastély legszebb része a kívülről hat emeletesnek látszó de belülről hét emeletes torony. A kőlapra épített fából készült torony falait tűzvédelmi okokból bevakolták. A 17. század elején épült várkomplexum egy régi erőd romjain áll, vizesárkokkal és falakkal erősítették meg. Kialakításakor védelmi és esztétikai szempontokat is figyelembe vettek. Ostrom esetén a különböző formájú lőréseken keresztül nyilazva illetve kőcsúzdákon keresztül leborított forró vízzel és olajjal védték a várat. A fő torony mellett három melléktornyot is építettek. A 17. században fellendült várépítés alkotásai közül a legtöbb megsemmisült, a fennmaradtak közül a Himedzsi kastély maradt meg a legjobb állapotban. Fehér falai és íves szerkezete miatt „fehér kócsag kastély” néven is ismert. |                     |

| | Sirakami-Szancsi (bükkerdő) |
| 1993 |                             |
| Természeti (IX) |                             |
| Védett terület: 16 971 ha, hivatkozás: 663 |                             |
| A Honsú szigetének északi hegyvidékén található terület az utolsó megmaradt érintetlen bükkerdő ami korábban Japán északi részét borította. Az 1980-as években hosszú tárgyalások után nyilvánították védett területnek. A 170 négyzetkilométeres hegyvidéki erdőben él a világ legészakibb majompopulációja, ezen kívül medvék, szirti sasok, a fekete harkály néhány példánya, japán szérók és több mint ötszáz növényfaj, köztük ritka orchideák. A védett területen nincsenek kiépített utak, így gyakorlatilag teljesen mentes az emberi tevékenységtől. A bükkerdőben élő egyes fák kétszáz évesnél is idősebbek lehetnek. A hegyvidék védetté nyilvánítása jelzi, hogy Japán magas népsűrűsége ellenére elkötelezett természeti értékeinek megóvásában. |                             |

| | Jakusima (az ősi cédruserdő) |
| 1993 |                              |
| Természeti (VII)(IX) |                              |
| Védett terület: 10 747 ha, hivatkozás: 662 |                              |
| A Rjúkjú-szigetek északi peremén fekvő Jakusima legmagasabb pontja 1935 méter. A terület rendkívül csapadékos és a szubtrópusi régiótól a magashegyi régióig terjedő klimatikus övezetekre oszlik. A legmagasabb Jakusima-hegy mellett több 1800 feletti hegycsúcs található. A sziget leginkább egyedülálló őserdejéről híres ahol a köznyelvben „sugi”-ként ismert őshonos japánciprusok nőnek. Közülük számos példány több mint ezer éves és a legidősebbek életkora a háromezer évet is elérheti. Ez a fafajta a libanoni cédrus távoli rokona, negyven méter magasra is nőhet. Értékes faanyaga az 1960-as évekig fontos bevételi forrása volt a helyi lakosoknak, ezután a sziget egyharmadát védett területnek nyilvánították. Az ősfákat egy hagyományt folytatva szent élőlényeknek tekintik. A változatos élőhelyeknek köszönhetően a szigeten tizenhat emlősfaj él, köztük négy endemikus alfaj. Az itt élő összes fajok száma 1900 körül lehet, köztük 94 endemikus élőlénnyel. Legnagyobb részük a sziget közepén a magas hegyekben talált magának élőhelyet. A 150 madárfaj közül a bársonyostorkú vörösbegyet és a japán galambot nemzeti örökségnek nyilvánították. |                              |

| | Az ősi Kiotó történelmi műemlékei |
| 1994 |                                   |
| Kulturális (II)(IV) |                                   |
| Védett terület: 1 056 ha, puffer zóna: 3 579 ha, hivatkozás: 688 |                                   |
| A világörökségi helyszín a Nidzso-kastélyból, tizenhárom buddhista kolostorból és három sintoista szentélyből áll Kiotóban, Udzsiban és Ócuban. Kiotó a 8. század végétől a 19. század közepéig császári főváros, ezzel együtt az ország kulturális központja volt. A 15. század végén az Ónin-háborúban jelentős része megsemmisült majd az ezután betelepült kereskedők újjáépítették. A 16. századi politikai stabilitásnak köszönhetően építészete újra fejlődésnek indult a 17. században fontos zarándokhellyé vált. A helyszínhez tartozó épületek a (leginkább vallási) faépítészet és kertművészet fejlődését tükrözi. A Nidzsó-kastély 1601-ben épült a Togukava sógunok megrendelésére. A buddhista kolostorok egy részét eredetileg palotaként használták, jelentősek a hozzájuk tartozó teapavilonok és kertek, amik a zen buddhizmus szellemében épültek. Közéjük tartozik Saihó-dzsi mohakertje és a Rjóan-dzsi templom kertje. Jelentős művészi értéket képvisel az Udzsiban lévő 11. századi Bjódóin-templom is a fő csarnokában álló Buddha szoborral. |                                   |

| | Sirakava-gó és Gokajama történelmi falvak |
| 1995 |                                           |
| Kulturális (IV)(V) |                                           |
| Védett terület: 68 ha, puffer zóna: 58 873,1 ha, hivatkozás: 734 |                                           |
| Az elszigetelt hegyvidéken álló falvak favázas épületeit úgynevezett gasho-stílusú tető fedi. A szó jelentése imádkozni, és arra utal, hogy a háztetők formája két összetett kézre hasonlít. Az építészeti hagyomány egyik oka, hogy ezek a tetők ellenállnak a hosszú teleken hulló akár 2-4 méteres hó nyomásának, a másik ok a nagy hely, ami alatt több közbülső szint is kialakítható. Az itt lakók egykor selyemhernyó tenyésztésből éltek, ez fedett helyeket igényelt amiket részben a tetők alatt alakítottak ki. A tágas házakban esetenként negyven – ötven személy is lakott. A falvak a gazdasági fellendülés ellenére az ország más részeihez képest megőrizték hagyományaikat, több évszázados építészeti stílusú házaik egyedülállóak Japánban. Az ország más részein a népi építészet nagyrészt eltűnt, ezek a falvak azonban a lakók társadalmi és gazdasági helyzetéhez alkalmazkodó hagyományos életmód példái. |                                           |

| | A hirosimai Atombomba-dóm (Genbaku dómu) |
| 1996 |                                          |
| Kulturális (VI) |                                          |
| Védett terület: 0,4 ha, puffer zóna: 42,7 ha, hivatkozás: 775 |                                          |
| A hirosimai béke emlékmű az emberiség által létrehozott legpusztítóbb fegyver szimbóluma azon a helyen ahol elsőként vetettek be nukleáris fegyvert katonai célokra. A bomba a városközpont felett 570 méter magasságban robbant fel és négy kilométeres sugarú körben szinte mindent elpusztított. Az áldozatok száma 90 és 200 ezer közé tehető, a robbanás hosszú távú következményei jelenleg is hatnak. A pusztítás területén csak az Ipari Vásárcsarnok épületének egy része maradt állva, valószínűleg azért mert a lökéshullám pontosan függőleges irányból érte. Az újjáépítéskor ebben a romos állapotában őrizték meg. Genbaku-dómként (Atombomba-dóm) vált ismertté és a modern háborúk szörnyűségeit jelképezi. A körülötte lévő Béke Emlékparkot 1950 és 1964 között alakították ki. Egy 1966-os rendelet alapján a dómot örökre meg akarják őrizni mint a béke emlékművét és a nukleáris leszerelés reményének szimbólumát. |                                          |

| | Icukusimai szentély |
| 1996 |                     |
| Kulturális (I)(II)(IV)(VI) |                     |
| Védett terület: 431,2 ha, puffer zóna: 2 634,3 ha, hivatkozás: 776 |                     |
| A Japán legszebb tengerparti vidékén található szentélyegyüttes már a korai idők óta a sintoizmus szent helye. A jelenlegi templom a 12. századból származik, az első szentélyeket valószínűleg a 6. században építették. A sziget mindig is szent terület volt, a 11. századig csak a papok tartózkodhattak rajta és máig sem létesült temető a területén. A főépületek a 16. század második feléből valók, nyolc nagyobb és több kisebb épület áll cölöpökön, amelyeket galériák kötnek össze a szárazföldön álló „külső szentély” építményeivel. Színükkel és formájukkal az épületek a tenger és a hegyek kontrasztját emelik ki, kialakításukat a Heian-kor arisztokratikus lakóház építési stílusa befolyásolta. 1875-ben az épületegyüttest egy tizenhat méteres kapuzattal egészítették ki. Ez a parttól 175 méterre áll és Japán egyik leghíresebb építménye. |                     |

| | Az ősi Nara történelmi műemlékei (Tódaidzsi, Kófukudzsi, Kaszuga-taisa, Gangódzsi, Jakusidzsi, Tósódaidzsi, Heidzsó palota, Kaszugajama őserdő ) |
| 1998 | |
| Kulturális (II)(III)(IV)(VI) | |
| Védett terület: 617 ha, puffer zóna: 1 962,5 ha, hivatkozás: 870 | |
| A kínai mintára épített település 710 és 784 között Japán első állandó császári fővárosa volt. Alaprajza négyzethálós, palotái, buddhista templomai, sintó szentélyei a japán történelem becses fennmaradt emlékei. A néhány év alatt felépült város északi részén állt a császári palota, az innen dél felé induló út két részre osztotta a települést. A palotában alakították ki a hivatalokat, az államapparátus termei és a császári rezidenciát. A különböző buddhista iskolák templomokat és kolostorokat építettek a városban. A legfontosabbak: Tódaidzsi hatalmas faépülete 728-ból, a Kófuku-templomkörzet 710-ből (egészen a 11. századig fejlesztették, bővítették) és a Tósódaidzsi amelynek két szárnya szintén a 8. századból származik. A Tódaidzsi-templomhoz tartozik a világ egyik legnagyobb faépítménye a Nagy Buddha csarnok. 784 után Nara elnéptelenedett, a szentélyek és a templomok megmaradtak, de a város területén rizst termesztettek. A település régészeti feltárása jelenleg is folyamatban van. | |

| | Nikkó szentélyei és templomai (Futaraszani szentély, Rinnódzsi, Nikkó Tósó-gú) |
| 1999 |                                                                                |
| Kulturális (I)(IV)(VI) |                                                                                |
| Védett terület: 50,8 ha, puffer zóna: 373,2 ha, hivatkozás: 913 |                                                                                |
| A Tokiótól 150 kilométerre északra, az azonos nevű nemzeti park bejáratánál fekvő település harmonikus természeti környezetben fekvő templomai és szentélyei évszázadok óta szent helynek számítanak. Legkorábbi fennmaradt templomai a 8 – 9. századból valók, a Rinnódzsi-templom 8. századi, míg a Három Buddha Csarnoka 848-ban épült. A helyszín egyik legfontosabb része a Nikko Tóso-gú-szentély, amelyet Tokugava Iejaszu sógun temetkezési helyéül választott. A saját tervei alapján unokája idején elkészült mauzóleumot 1634 és 1636 között mindössze két év alatt építették fel tizenötezer kőműves és művész közreműködésével. A szentélykörzetet három kapun keresztül lehet megközelíteni. A vörösre festett épületeken a legjelentősebb japán művészek dolgoztak, ezen kívül három olyan kertet is kialakítottak benne amely buddhista és sintoista díszítőelemeket ötvöz. |                                                                                |

| | A Guszuku területek és a Rjúkjúi Királyság műemlékei (Tamaudun, Szonohjan-utaki, Nakidzsini várkastély, Zakimi várkastély, Kacureni várkastély, Nakaguszukui várkastély, Suri várkastély, Sikina-en, Szeifa-utaki) |
| 2000 | |
| Kulturális (II)(III)(VI) | |
| Védett terület: 54,9 ha, puffer zóna: 559,7 ha, hivatkozás: 972 | |
| A terület a 12. és a 17. század között független volt, szoros kulturális és kereskedelmi kapcsolatban állt Délkelet-Ázsiával, Kínával és Koreával, ennek köszönhette gazdagságát is. Az Okinaván lévő várak e gazdagság megnyilvánulásai. Ezek a „guszuk”-nak nevezett épületek speciális védelmi rendszerrel látták el, amelyek a 10 – 11. századi rjúkjúi gazdálkodó közösségek által emelt kőfalakból fejlődtek ki. Az első ilyen várat 1237 és 1248 között építették a Suri nevű dombon ami az ekkor már politikailag egységes szigetcsoport első központja volt. Mintájára a rjúkjú hercegek a 14. század elején újabb várakat emeltek. A királyság 1609-ben elvesztette függetlenségét, a várak ma romos állapotban vannak. A várak mellett szakrális építmények is fennmaradtak, köztük a 16. század eleji Szonohjan-szentély, a Rjúkjúi Királyság oltalmazó szentélye. A Suri várkastélyt 1958 és 1992 között egy átfogó rekonstrukció során újjáépítették. | |

| | A Kii-hegység szent helyei és zarándokútjai (Szeigantodzsi, Kumano Hajatama taisa, Kongóbudzsi, Niukansófu szentély, Kumano Hongú taisa, Niucuhime szentély, Josino-hegy, Ómineszandzsi, Kójaszan csóisi-micsi, Dzsiszon-in, Josino Mikumari szentély, Kinpu szentély, Kimpuszendzsi, Josimizu szentély, Kumano Nacsi taisa, Nacsi-vízesés, Nacsi-őserdő, Fudarakuszandzsi, Kumano Kodó) |
| 2004, kisebb módosítás: 2016 | |
| Kulturális (I)(II)(IV)(VI) | |
| Védett terület: 506,4 ha, puffer zóna: 12 100 ha, hivatkozás: 1142 | |
| A Honsú-szigeten lévő Kii-félsziget már ezerkétszáz éve zarándokhely, a sűrű erdőkben található szent helyek templomokból, kolostorokból, patakokból, folyókból vízesésekből, fenyő- és cédruserdőkből állnak. A térségben keverednek a sintoizmus és a buddhizmus stíluselemei és ma is fontos szerepet tölt be a japán kultúrában. Három szent körzetből áll mindegyikben kegyhelyek találhatók, a legrégebbi épületei a 9. századból származnak. A térségben a természeti erők tisztelete ötvöződött a sintoista és buddhista hagyományokkal. A helyet zarándokutak kötik össze az egykori fővárosokkal Narával és Kiotóval. A műemlékek egy öt négyzetkilométeres területen szóródnak szét. Az ezerkétszáz éves hagyományok kivételesen jól dokumentáltak. A három szent helyet (Josino és Ómine, valamint a Kója-hegy) zarándokok és kirándulók is felkeresik, a látogatók éves száma elérheti a tizenöt milliót is. | |

| | Siretoko-félsziget |
| 2005 |                    |
| Természeti (IX)(X) |                    |
| Védett terület: 71 100 ha, hivatkozás: 1193 |                    |
| A félsziget Hokkaidó északnyugati részén található. A különleges éghajlatú világörökségi helyszínhez a félsziget közepétől a csúcsáig húzódó földterület, a Siretoko-fok és a környező tenger tartozik. Ez a legdélebbi terület ahol az északi féltekén befagy a tenger. A helyi tápláléklánc alapját a fitoplanktonok alkotják, az ökoszisztéma legfontosabb elemei a krill, különböző rákfélék, kisebb-nagyobb halfélék (köztük a lazac és a pisztráng), valamint a tengeri emlősök. Egyes veszélyeztetett tengeri és szárazföldi faj egyedei csak itt élnek. A térség Japán egyik legjobban megőrződött területe gerincét vulkánok alkotják amelyek látványos gejzíreket és termálmedencéket hoztak létre. Az ökoszisztémák tápanyagokban gazdagok, a félsziget partvidékén 223 halfajt írtak le és huszonnyolc féle tengeri emlőst. Veszélyeztetett állatfajai többek között a hokkaidói barna medve, az óriásrétisas, az oroszlánfóka valamint különböző cetfajok. |                    |

| | Az Ivami Ginzan ezüstbánya és kultúrtája |
| 2007, kisebb módosítás: 2010 |                                          |
| Kulturális (II)(III) |                                          |
| Védett terület: 529,17 ha, puffer zóna: 3 134 ha, hivatkozás: 1246 |                                          |
| A bánya Honsú szigetének délnyugati részén fekszik sziklás hegyi környezetben. A bánya jól szervezett vállalkozás volt, korszerű kitermelési módszereket alkalmaztak és kedvező kereskedelmi kapcsolatokat építettek ki. A helyszínhez maga a bánya, az olvasztó és tisztító területek, a bányásztelepülések maradványai, várak, szállítási utak, szentélyek, templomok, temetkezőhelyek tartoznak, ezen kívül három kikötő ahonnan a kitermelt ércet Kínába és Koreába szállították. Ezek és a hozzájuk tartozó kultúrtáj összesen tizennégy részre oszlik. A lelőhely kiaknázása 1530-ban kezdődött és jelentősen hozzájárult a térség 16 – 17. századi gazdasági fellendüléséhez. A 17. században az éves kitermelés elérhette a két tonnát is, majd ezután folyamatosan csökkent. Fénykorában innen származott világ ezüstkitermelésének jelentős része. A 19. század közepére már csak évente körülbelül 100 kilogramm ezüstöt tudtak kibányászni és 1923-ban meg is szűnt a termelés. |                                          |

| | Hiraizumi történelmi műemlékei ( Csúszondzsi, Mócúdzsi, Kandzsizaió-in) |
| 2011 |                                                                         |
| Kulturális (II)(VI) |                                                                         |
| Védett terület: 176,2 ha, puffer zóna: 6 008 ha, hivatkozás: 1277 |                                                                         |
| A buddhizmus „Tiszta Ország rendszere” iskoláját szimbolizáló helyszín öt részből áll. A templomokból, kertekből és a szent Kinkeisan-hegyből álló terület a 11. és a 12. században Japán északi részének politikai és adminisztratív központja volt, egyben Kiotó riválisa. Az Oskü-család, az uralkodó klán északi ága négy kertet alakíttatott ki, amelyek a „Tiszta Ország rendszerének” földi megtestesítői voltak. A kertekben templomokat építettek, mesterséges tavakat ástak és fákat ültettek, gondosan figyelve az egymáshoz viszonyított elrendezésükre, és az összhatásra a Kinkeisan–heggyel. Ez a fajta kertrendezés Japán más városaiban is hatott a kert- és templomépítészetre. Az ásatások során előkerült leletek felhasználásával két kertet újjáépítettek, kettőt még nem tártak fel. Az aranyozott díszítésekkel ellátott Chúson-ji-templom, az egyetlen amelyik a 12. századból fennmaradt szintén a család gazdagságát és hatalmát jelképezi. A terület 1189-ben komoly károkat szenvedett, amikor a rövid életű város elvesztette politikai és adminisztratív státuszát. |                                                                         |

| | Ogaszavara-szigetek |
| 2011 |                     |
| Természeti (IX) |                     |
| Védett terület: 7 939 ha, hivatkozás: 1362 |                     |
| A Japán fő szigetcsoportjától nagyjából ezer kilométerre délre fekvő helyszín három szigetcsoportból (Mukodzsima, Csicsidzsima, Hahadzsima) és három különálló szigetből tevődik össze, amelyek összesen megközelítőleg nyolcezer hektár területet foglalnak el. A szigetek észak-déli irányban egy négyszáz kilométeres sávban találhatók, közülük csak kettő lakott. Változatos élőhelyeik veszélyeztetett és súlyosan veszélyeztetett fajoknak nyújtanak menedéket. A szigetek jelentős részét szubtrópusi erdő borítja, ahol összesen mintegy négyszáznegyven növényfaj él, ezek jelentős része endemikus. A szigetekre jellemző az endemikus fajok nagy aránya, például a több mint száz szárazföldi csigafaj 90%-a csak itt fordul elő. A többi faj túlnyomó többsége Északkelet- vagy Délkelet-Ázsiából származik. A szigetcsoport egyetlen mára még életben levő endemikus madárfaja a bonin-szigeteki pápaszemesmadár. A szigetek nagy része állami tulajdonban van, élőviláguk megóvására hosszútávú terveket dolgoztak ki. ezzel összefüggésben a körülöttük lévő több mint százezer hektáros vízterületen korlátozták a hajóforgalmat és különös figyelmet fordítanak az invazív fajok elleni védekezésre. |                     |

| | Fudzsi (Fudzsi, Fudzsi-goko, szentélyek, Miho no macubara) |
| 2013 |                                                            |
| Kulturális (III)(VI) |                                                            |
| Védett terület: 20 702,1 ha, puffer zóna: 49 627,7 ha, hivatkozás: 1418 |                                                            |
| A Tokiótól száz kilométerre délnyugatra fekvő Fudzsi egy 3776 magas rétegvulkán, déli lejtői egészen a Surunga-öbölig érnek. A világhírű hegy ami települések, tengerpartok és tavak fölé emelkedik régóta zarándokhely és művészek, költők megihletője. A 18. századtól a zarándokok számának növekedésével a hegy felső 1 500 méterén zarándokútvonalakat alakítottak ki, az ide érkezők a hegy tetején körbejárhatják a krátert. A világörökségi helyszín huszonöt részből áll, vannak közöttük zarándokútvonalak, szentélyek, házak és természeti képződmények is, mint például lávaalakzatok, tavak, források és vízesések. A 12. században a hegy a buddhizmus aszkétikus ágának (ami sintó elemeket is tartalmazott) egyik tanítóközpontja lett. A hegy legkorábbi ismert ábrázolásai a 11. századból valók. Jóval később a 19. századi fametszetek amelyek a Fujit sokszor homokos tengerparttal és fenyőerdővel ábrázolták hozzájárultak ahhoz, hogy a hegy nemzetközileg is Japán egyik jelképévé váljon. Kacusika Hokuszai a „Fuji harminchat látképe” című fametszet-sorozata a 19. században különösen nagy hatással volt a nyugati művészetre. |                                                            |

| | Tomiokai selyem-manufaktúra |
| 2014 |                             |
| Kulturális (II)(IV) |                             |
| Védett terület: 7,2 ha, puffer zóna: 414,6 ha, hivatkozás: 1449 |                             |
| A korai Meidzsi-korból származó, Tokiótól északnyugatra, a Gunma prefektúrában található Tomioka selyem-manufaktúrát azért alapították a 19. század végén, hogy a selyemgyártásban nagy hagyományokkal rendelkező országban ipari mennyiségben állítsanak elő selymet. A japán kormány Franciaországból importált berendezéseket és szaktudást amivel beindíthatták a tömegtermelést és egy teljes rendszert hozhattak létre ami magába foglalta az egész folyamatot a selyemhernyó tenyésztéstől a szálak feldolgozásáig. A manufaktúrában alkalmazott módszereket Japán számos más üzemében átvették, ami elősegítette az ország nagyobb részesedését a 20. század eleji globális selyemgyártásban. A helyszín négy részből áll, ezek megfelelnek a selyemgyártás folyamatának négy állomásának. A 19. század végi építmények a japán ipari építészet jelentős alkotásai amelyek külföldi és hazai elemeket olvasztottak egybe. |                             |

| | A Meidzsi-kor ipari műemlékei (Pl. Hasimai szénbánya, Glover House ) |
| 2015 |                                                                      |
| Kulturális (II)(IV) |                                                                      |
| Védett terület: 306,66 ha, puffer zóna: 2 408,33 ha, hivatkozás: 1484 |                                                                      |
| Az 1868-tól 1912-ig tartó Meidzsi-korban az addig elzárkózó Japán nyitni kezdett a nyugati világ felé és modernizálta ipari termelését is, amit vas- és acélgyártásra, szénbányászatra és hajóépítésre alapozott. A helyszínhez tartozó ipari műemlékek ennek az átalakulásnak három fázisából származnak. Az első fázis az 1850-es és az 1860-as évekhez köthető, ez még a kísérletezés kora volt, főleg a vasgyártásban és hajóépítésben. Ekkor az átalakulást még klánok irányították közvetett módon átvett nyugati technikák felhasználásával. Az 1860-as évektől a fejlődés felgyorsult, a már közvetlenül importált nyugati technológiáknak köszönhetően, majd az 1890-es és az 1910-es évek között érte el csúcspontját, amikor a külföldi módszereket már a japán igényekhez és környezethez igazították. A helyszín huszonhárom elemből áll, ami nyolc különálló helyen található. Közülük hat az ország délnyugati, egy a középső, és egy az északi részén található, egy részük jelenleg is használatban van. |                                                                      |

| | Le Corbusier építészeti munkái (A Nyugati Művészetek Nemzeti Múzeuma) |
| Argentína, Belgium, Franciaország, Németország, India, Japán és Svájc közös világörökségi helyszíne |                                                                       |
| 2016 |                                                                       |
| Kulturális (I)(II)(VI) |                                                                       |
| Védett terület: 99 ha, puffer zóna: 1410 ha, hivatkozás: 1321 |                                                                       |
| A világörökségi helyszínhez Le Corbusier 17 épülete tartozik, amelyek hét országban, Argentínában, Belgiumban, Franciaországban, Németországban, Indiában, Japánban és Svájcban találhatók. A kiválasztott épületeket új elgondolások alapján emelték, komoly hatást gyakoroltak távolabbi környezetük építészetére is és globálisan terjesztették a modern mozgalom eszméit. Az 1910-es és az 1960-as évek között épültek, modernizálták az építési technikákat és alkalmazkodtak a 20. századi igényekhez. Néhány épület nem sokkal elkészülése után világhírnévre tett szert, köztük a Villa Savoye a mozgalom egyik jelképe, a Unité d’Habitation a modern lakóházak prototípusa, és a ronchampi Magasságos Miasszonyunk-kápolna az egyházi építészet forradalmi megközelítése miatt. |                                                                       |

| | Okinosima sziget és kapcsolódó helyszínek Munakata térségében |
| 2017 |                                                               |
| Kulturális (II)(III) |                                                               |
| Védett terület: 98,93 ha, puffer zóna: 79 363,48 ha, hivatkozás: 1535 |                                                               |
| Okinosima szigete Kjúsútól 60 kilométerre fekszik nyugati irányban ahol egy különleges tiszteletnek örvendő kultuszhelyet alakítottak ki. A szigeten található régészeti helyszínek gyakorlatilag érintetlenek, és fontos információforrások a 4. és 9. század között itt elvégzett szertartások fejlődéséről. A rituálék során különböző fogadalmi tárgyakat helyeztek el a sziget különböző pontjain. Ezek jelentős része tengerentúlról származó kifinomult kézművesmunka ami az élénk kereskedelem bizonyítéka Japán, a Koreai-félsziget és a kontinentális Ázsia között. A munakatai szentélykörzethez tartozó szigetet napjainkban is szent helyként tisztelik. |                                                               |

| | Nagaszaki régió kriptokeresztény helyszínei |
| 2018 |                                             |
| Kulturális (III) |                                             |
| Védett terület: 5 566,55 ha, puffer zóna: 12 252,52 ha, hivatkozás: 1495 |                                             |
| A helyszín tizenkét részből áll a japán Kjúsú-sziget északnyugati részén Nagaszaki és Kumamoto prefektúrákban. A 17. és 19. század közé datálható tíz falu, egy várrom és egy katedrális tartozik hozzá. Egy olyan korban épültek, amikor a keresztény vallás gyakorlása tiltott volt a térségben, viszont tükrözik a gyors fejlődét is, miután 1873-ban feloldották a tilalmat. A keresztények kis közösségekben élték túl vallásuk tilalmát, apró településeket alapítottak a tengerparton és eldugott szigeteken ahova nehezebb időkben elvándoroltak. A települések jelenleg védelem alatt állnak és gondoskodtak róla, hogy a környező tájat is megőrizzék. Megmaradt eredeti funkciójuk is, nem váltak kiállítóhellyé, kivéve a várromot ami régészeti lelőhely. |                                             |

| | Mozu-kofunok és Furuicsi-kofunok |
| 2019 |                                  |
| Kulturális (III)(V) |                                  |
| Védett terület: 166,66 ha, puffer zóna: 890 ha, hivatkozás: 1593 |                                  |
| Az Oszaka-síkság fölött egy fennsíkon elhelyezkedő régészeti lelőhely 49 konfunból (japánul:halom) áll. A különböző méretű halomsírok változatos formájúak lehetnek, kulcslyuk, négyszögletes, kerek és kagyló alakú is. Ezek a sírok az elit számára készültek, és nagyszámú sírmellékletet tartalmaznak köztük fegyvereket, páncélokat és dísztárgyakat. A tárgyak között találtak úgynevezett haniwákat is, ezek henger alakú vagy házakat, szerszámokat, emberi sziluetteket, fegyvereket jelképező agyagszobrok. A világörökségi helyszínhez tartozó 49 konfunt a Japánban található körülbelül százhatvanezer közül választották ki, és az i. e. 3. és i. sz. 6. század között fennálló kofun időszak legkiemelkedőbb emlékei amelyek bemutatják a kor társadalmi osztálykülönbségeit és kifinomult temetkezési szokásait. |                                  |

| | Amami Ósima szigete, Tokunosima szigete, Okinava szigetének északi része és Iriomote szigete |
| 2021 |                                                                                              |
| Természeti (X) |                                                                                              |
| Védett terület: 42 698 ha, puffer zóna: 24 467 ha, hivatkozás: 1574 |                                                                                              |
| A 42 700 hektár szubtrópusi esőerdőt magába foglaló védett terület négy szigeten fekszik amelyek egy láncot alkotnak az ország délnyugati részénél a Kelet-kínai-tenger és a Filippínó-tenger határánál. Legmagasabb pontja az Amami Ósima szigeten található Juwandake hegy. A szigetek a késő miocén földtörténeti korban alakultak ki az eurázsiai kontinenstől eltávolodva, így élővilága elszigeteltté vált és önállóan fejlődött tovább. A terület lakatlan, magas biodiverzitású és bővelkedik endemikus élőlényekben, amelyek közül sok veszélyeztetett. Éghajlata meleg és nedves, meghatározó növénytakarója az örökzöld szubtrópusi esőerdő. A csak itt élő fajok közül megtalálhatók növények, emlősök, madarak, hüllők, kétéltűek, édesvízi halak és rákfélék, például az amami nyúl és a rjúkjúi hosszúfarkú óriáspatkány ami egy ősi leszármazási vonal képviselője és egy más fajjal sem áll rokonságban. A területen élő öt emlős, három madár és három hüllőfajt a „evolúciósan elkülönülő és globálisan veszélyeztetett” (EDGE) fajok közé soroltak. Ezen kívül olyan endemikus fajokat is azonosítottak, amelyek a helyszínnek csak egyes szigetein élnek. Jellegzetes endemikus fajok az amami nyúl, az iriomote-szigeti macska, a rjúkjú-szigeteki vakond, az amami-szigeteki szalonka, az amami földirigó, a bársonyostorkú vörösbegy, az iriomote-szigeti cinege, a kékfejű szajkó, az okinavai guvat, a Kuroda-rigó és a rjúkjú-szigeteki sáfránymadár. |                                                                                              |

| | Dzsómon-kori régészeti feltárások Japán északi részén |
| 2021 |                                                       |
| Kulturális (III) (V) |                                                       |
| Védett terület: 141,9 ha, puffer zóna: 984,8 ha, hivatkozás: 1632 |                                                       |
| A helyszín tizenhét régészeti lelőhelyből áll Hokkaidó déli partjainál és és Tóhoku északi részén. A lelőhelyek változatos természeti környezetben találhatók, hegyvidéken, alföldön, fennsíkon, tavak és folyók közelében. Ezeken a helyeken a kutatások során a Dzsómon-kultúra emlékei kerültek elő, ez egy tízezer éven keresztül fejlődő vadászó-halászó-gyűjtögető, mezőgazdasággal még nem foglalkozó de mégis letelepedett életmódot folytató kultúra volt. A tárgyi emlékek az i. e. 13 000 körül fejlődésnek indult kultúra komplex hitvilágáról és szertartásairól tanúskodnak és a folyamatról, ahogy az itt élők az évezredek során alkalmazkodtak a környezet változásaihoz. Spiritualitásuk kézzelfogható emlékei közé tartoznak mázzal borított edényeik, agyagtábláik és a híres kidülledő szemű dogú szobrocskák. Vallási szertartásaik egyes helyszíneit is feltárták, köztük ötven méter átmérőt is elérő kőköröket és olyanokat is ahol jelentős földmunkák nyomai maradtak meg. A lelőhelyek azért is rendkívül fontosak, mert egy nagyon korai és mezőgazdasággal nem foglalkozó letelepedett kultúra kialakulásáról és fejlődéséről adnak képet. |                                                       |

| | A Szadó-szigeti aranybányák |
| 2024 |                             |
| Kulturális (IV) |                             |
| Hivatkozás: 1698 |                             |
| A több részből álló világörökségi helyszín a Niigata prefektúrában található a parttól körülbelül 35 kilométerre nyugatra lévő szigeten. Szétszórtan elhelyezkedő részei a gépesítés nélküli bányászat különböző módszereit mutatják be. A Szadó-sziget egy vulkanikus eredetű képződmény, felszínén délnyugattól északkeleti irányban két párhuzamos - síksággal elválasztott - hegylánc vonul végig. Az aranyat tartalmazó kőzetet a tektonikus mozgások először a tengerfenékre süllyesztették, később újra a felszínre emelték. Az erózió következtében az arany telérek láthatóvá váltak ezeket bányászták és a folyóvízekben található aranyat is kimosták. A bányászati tevékenységgel, a munkaszervezéssel és a társadalmi szerveződéssel kapcsolatok emlékek túlnyomórészt régészeti leletek formájában maradtak meg. |                             |

## Javasolt helyszínek
| Név                                                                                      | Kép | Helyszín            | Javaslat éve, kritériumok      |
| ---------------------------------------------------------------------------------------- | --- | ------------------- | ------------------------------ |
| Kamakura ókori templomai és szentélyei                                                   |     | Kanagava prefektúra | 370 (1992) iii, iv             |
| Hikonei várkastély                                                                       |     | Siga prefektúra     | 374 (1992) i, ii, iii, iv      |
| Aszuka-Fudzsivara: Japán régi fővárosainak régészeti feltárásai és kapcsolódó helyszínek |     | Nara prefektúra     | 5097 (2007) ii, iii, iv, v, vi |
| Hiraizumi történelmi műemlékei kiterjesztés                                              |     | Ivate prefektúra    | 5760 (2012) ii, iii, vi        |